# Výhledy (Hazlov)

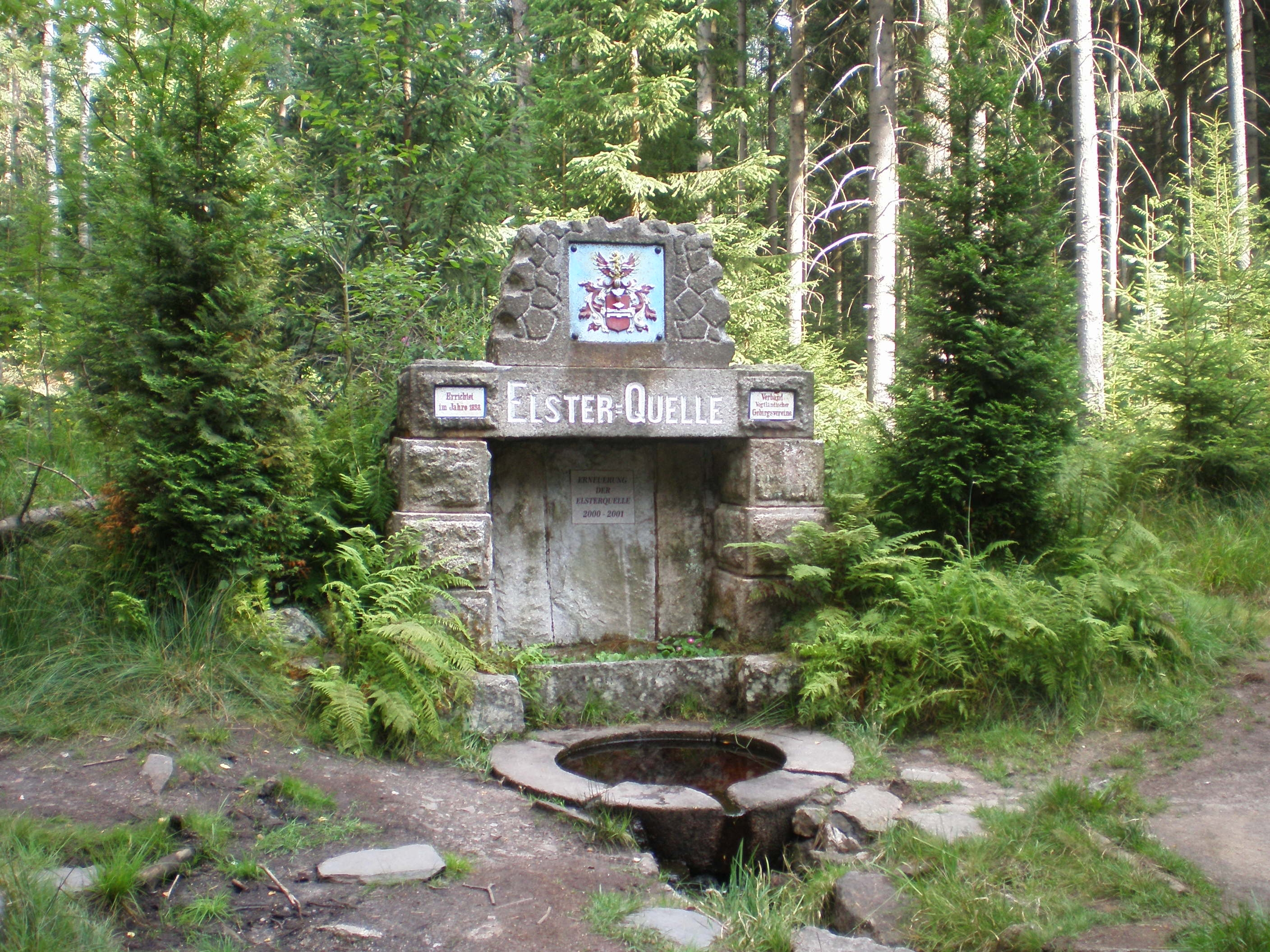
A Bílý Halštrov forrása

Výhledy (németül Steingrün) jelenleg Hazlov településrésze Csehországban a Karlovy Vary-i kerület Chebi járásában. Korábban önálló község.

## Fekvése
Az Aši-kiszögellés délkeleti részén, Aštól 8 km-re délkeletre, Hazlovtól 4 km-re északra fekszik. Területe a Smrčiny hegység részét képező Aši-hegyvidéken (csehül Ašská vrchovina) fekszik.

## Története
Német telepesek alapították a korábban sűrű erdővel borított területen. Első írásos említése 1224-ből származik. 1526-ban a chebi Slik-család tulajdonába került, 1629-ben pedig Hazlov település részeként említették. Önállóságát 1850-ben nyerte el. A település iskoláját 1890-ben építették. Ebben az időszakban a községhez tartozott, az azóta megszűnt Neuengrün település is. A második világháború után német nemzetiségű lakosságát kitelepítették. 1950-től ismét Hazlov településrésze.

## Nevezetességek
- A közeli halastó mellett található a 14. századból származó erődítmény romja.
- Az út mentén felállított feszület 1833-ból származik.
- Legrégibb határköve 1844-ből származik.
- Az első világháború hősi halottainak emlékműve, mely gondozatlan, rendkívül rossz állapotban van.
- A település északi határában eredő Bílý Halštrov forráshelyét a község lakosai 1898-ban építették ki. A kőépítmény megépítéséhez szükséges telek a Helmfeld-család adománya volt, címerük az építmény felső részén látható. Alatta az Elster Quelle felirat, a forrás német nyelvű elnevezése. A forrás megközelíthető a sárga jelzésű turistaösvényen, illetve Horní Paseky felől a 2062 számú kerékpárúton.

## Lakossága
| Év            | 1850 | 1930 | 1947 | 1961 | 1970 | 2001 |
| ------------- | ---- | ---- | ---- | ---- | ---- | ---- |
| Lakosok száma | 503  | 572  | 61   | 87   | 67   | 37   |

## Fordítás
- Ez a szócikk részben vagy egészben a Výhledy (Hazlov) című cseh Wikipédia-szócikk ezen változatának fordításán alapul.  Az eredeti cikk szerkesztőit annak laptörténete sorolja fel. Ez a jelzés csupán a megfogalmazás eredetét és a szerzői jogokat jelzi, nem szolgál a cikkben szereplő információk forrásmegjelöléseként.